# George Blackburn (cầu thủ bóng đá, sinh năm 1888)
George Blackburn (sinh năm 1888 ở Worksop, Nottinghamshire) là một cầu thủ bóng đá, thi đấu cho Bradford Park Avenue và Huddersfield Town.